# Oratorio della Madonna della Neve (Montevettolini)

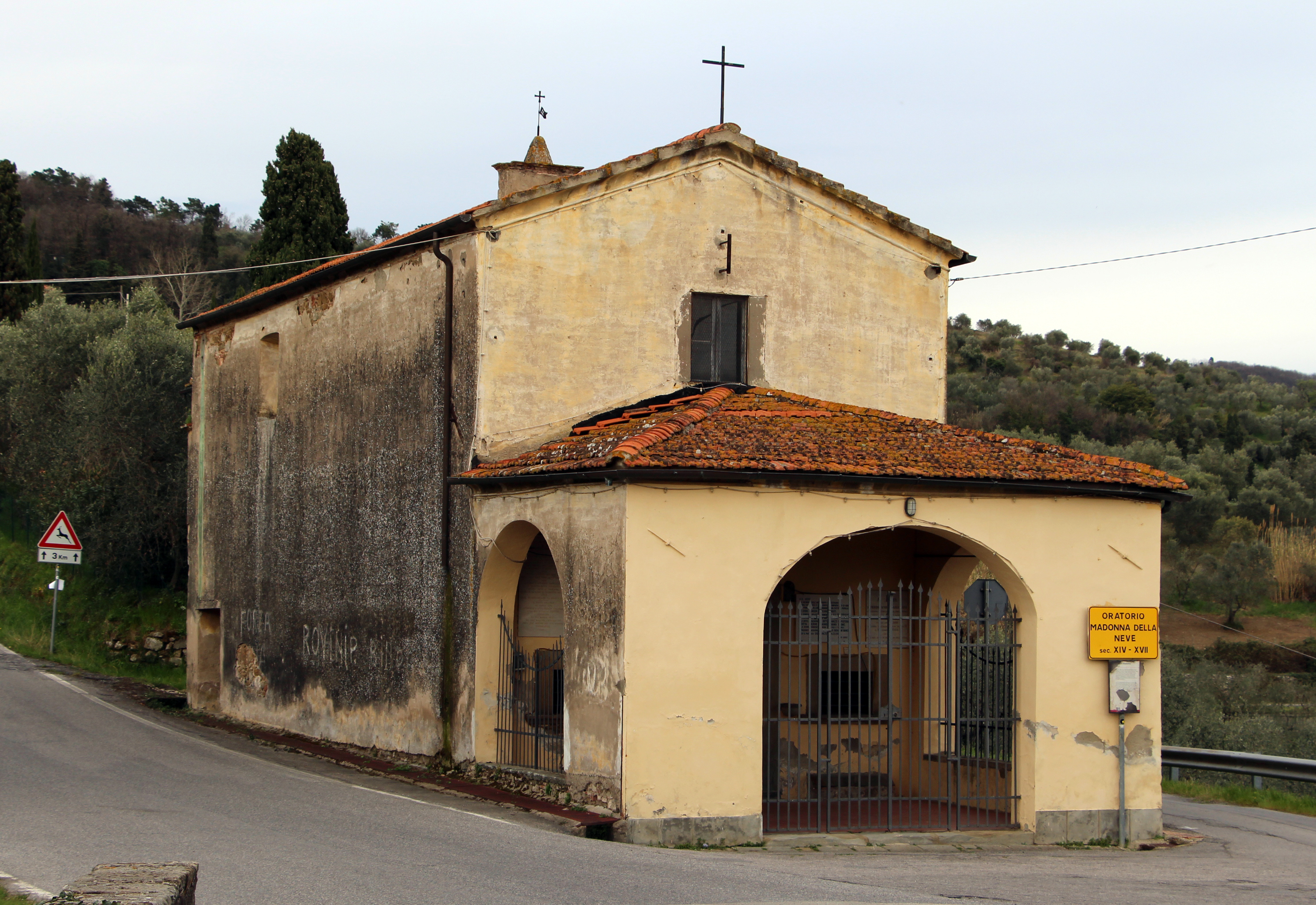
Madonna della Neve

L'oratorio della Madonna della Neve si trova a Montevettolini, una frazione di Monsummano Terme, in provincia di Pistoia.

## Storia e descrizione
Realizzato agli inizi del Seicento, su di una preesistente margine o tabernacolo della fine del Trecento, è stato sottoposto a numerosi restauri nel corso del XVIII e XIX secolo (l'ultimo risale al 1992).
Nonostante l'edificio mostri una struttura esterna molto semplice, conserva una pregevole Madonna con Bambino e santi, databile agli inizi del Quattrocento. L'opera, recentemente restaurata, è probabilmente un lavoro di un artista provinciale forse pistoiese che ha però risentito dell'influenza pittorica di Gentile da Fabriano.